# Witzlhof (Poppenricht)

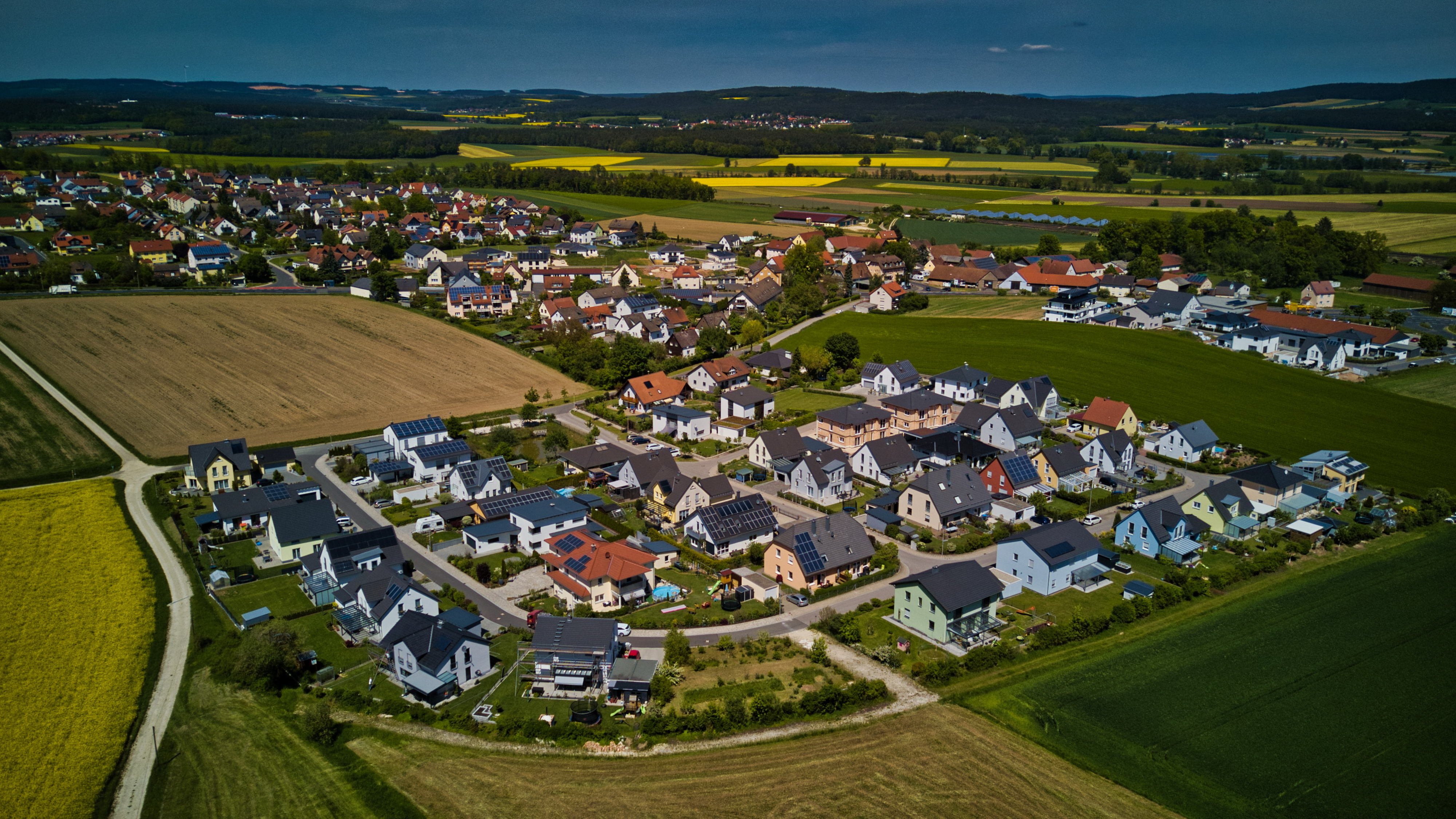
Luftbild von Witzlhof (2021)

Witzlhof ist ein Gemeindeteil der Gemeinde Poppenricht im Landkreis Amberg-Sulzbach in der Oberpfalz in Bayern.

## Geschichte
Unweit von Witzlhof fand am 24. August 1796 die Schlacht bei Amberg statt. Der Schwerpunkt der Kampfhandlungen lag dabei auf dem Sünderbühl, einer kleinen Anhöhe die südwestlich von Witzlhof liegt.